# Bruno Stephan Scherer
Bruno Stephan Scherer OSB (* 20. März 1929 in Gretzenbach; † 11. August 2017 in Menzingen ZG) war ein Schweizer Schriftsteller.

## Leben
Scherer war der Sohn des Alois Scherer und der Hedwig Scherer geborene Hürzeler und wurde Benediktiner von Mariastein. Er studierte Philosophie und Theologie in Freiburg im Üechtland und Mariastein. Nach der Priesterweihe 1954 studierte er von 1959 bis 1964 Germanistik, Kunstgeschichte und Pädagogik in Freiburg im Üechtland und in München. Nach der Promotion 1966 mit einer Dissertation über Reinhold Schneider und dem Gymnasiallehrerdiplom unterrichtete er am Kollegium und an der Volkshochschule Uri, wirkte ab 1974 in der Seelsorge in Zürich und war 1984 bis 2008 Pfarrer in Beinwil SO. Er war Mitgründer der Reinhold-Schneider-Gesellschaft, Mitglied im Kuratorium für Kulturförderung des Kantons Solothurn und der eidgenössischen Expertenkommission für Fragen der schweizerischen Kulturpolitik. Er erhielt 1957 den Lyrikpreis von Radio DRS und 1990 den Literaturpreis des Kantons Solothurn.

## Schriften (Auswahl)
- Der Schmetterling – sieh! Worte und Gebete für Trauernde. Würzburg 1988, ISBN 3-89247-040-5.
- Begegnung und Abschied. Gedichte. Goldau 1990, ISBN 3-85714-027-5.
- Lichtspur Weg. Ein Querschnitt. Gedichte. Willisau 1997, ISBN 3-85714-041-0.
- Verhülltes, enthülltes Antlitz – die Kirche. Gedichte und Gebete. Würzburg 1999, ISBN 3-429-02090-5.